# Кубок короля Олександра 1926
Кубок короля Олександра 1926 (сербохорв. Kup kralja Aleksandra 1926) — третій розіграш кубка югославської федерації, що проводився у 1924—1927 роках. Участь у змаганнях брали збірні найбільших міст Югославії. Переможцем змагань втретє поспіль стала збірна міста Загреб і завоювала навічно трофей, подарований тодішнім королем країни Олександр І. Тому з наступного року змагання носило назву Кубок Югославської федерації з футболу.

## Учасники
- Збірна футбольної асоціації Белграда
- Збірна футбольної асоціації Загреба
- Збірна футбольної асоціації Осієка
- Збірна футбольної асоціації Любляни
- Збірна футбольної асоціації Сараєво
- Збірна футбольної асоціації Спліта
- Збірна футбольної асоціації Суботиці

## Чвертьфінал
Збірна Суботиці пройшла далі без гри.
| 1 серпня 1926 |

| Збірна Белграда                                                               | 6:0 | Збірна Спліта |
| ----------------------------------------------------------------------------- | --- | ------------- |
| Драган Йованович 6', 8', 50', 65' Бранислав Секулич 10' Благоє Мар'янович 88' |     |               |

| «Єдинство», Белград Арбітр: Ернест Фабріс (Загреб) |

Белград: Стеван Ніколич («Югославія»), Милутин Івкович («Югославія»), Радослав Стакич («Югославія»), Милорад Арсеньєвич (БСК), Бранко Петрович («Югославія»), Любиша Джорджевич (БСК), Благоє Мар'янович (БСК), Драган Йованович («Югославія»), Нікола Мар'янович (БСК), Душан Петкович («Югославія»), Бранислав Секулич («Югославія»).
Спліт: Бартул Чулич («Борац»), Бранко Дупланчич («Борац»), Іван Антоніні («Борац»), Іван Дуль («Хайдук»), Петар Боровчич Курир («Хайдук»), Маріо Рейч («Хайдук»), Вінко Радич («Хайдук»), Анте Ройе («Хайдук»), Лео Лемешич («Хайдук»), Анте Бакотич («Борац»), Йерко Радман («Борац»).
| 1 серпня 1926 |

| Збірна Загреба                                                                                   | 6:2 | Збірна Сараєво          |
| ------------------------------------------------------------------------------------------------ | --- | ----------------------- |
| Франьо Гілер 39' (пен.) 64' (пен.) Славин Циндрич 73' Йосип Урбанке 85' 89' Владимир Лейнерт 86' |     | 33' 82' Михайло Начевич |

| «Граджянскі», Загреб Глядачів: 3 000 Арбітр: Йован Ружич (Белград) |

Загреб: Максиміліан Михелчич, Степан Врбанчич, Еуген Дасович, Бранко Кунст, Даніель Премерл, Рудольф Хітрець, Нікола Грденич, Йосип Урбанке, Владимир Лейнерт, Славин Циндрич, Франьо Гілер.
Сараєво: Векослав Гілянович (САШК), Бранко Калембер («Славія»), Степан Беванда (САШК), Алоїз Станаревич («Хайдук» С), Йосип Булат (САШК), Вілим Зелебор (САШК), Степан Кьоніг («Хайдук» С), Франьо Краньїч («Хайдук» С), Михайло Начевич («Славія» С), Рашид Нємчевич (САШК), Драгутин Сібер (САШК).
| 1 серпня 1926 |

| Збірна Любляни                          | 4:3 | Збірна Осієка                                               |
| --------------------------------------- | --- | ----------------------------------------------------------- |
| Миодраг Доберлет 5' 53' Ото Оман 9' 47' |     | 25' (аг.) Павел Земляк 50' Йосип Сівек 89' Степан Матошевич |

| «Ілірія», Любляна Глядачів: 2 000 Арбітр: Артур Дубравчич (Загреб) |

Любляна: Матей Міклавчич («Ілірія»), Хуго Бельтрам («Ілірія»), Йосип Плеш («Ілірія»), Павел Земляк («Примор'є»), Габріель Жупанчич («Ілірія»), Ладислав Жупанчич («Ілірія»), Сречко Херман («Ілірія»), Ото Оман («Ілірія»), Віктор Мартинак («Ядран»), Миодраг Доберлет («Ілірія»), Станислав Креч («Ілірія»).
Осієк: Владимир Банчевич («Граджянські» О), Йосип Оправич («Хайдук» О), Аладар Ніттінгер («Граджянські» О), Франьо Буйхер («Славія»), Іван Петелин («Славія»), Леопольд Штирер («Слога»), Владимир Пічлер («Хайдук» О), Степан Матошевич («Граджянскі» О), Йосип Сівек («Хайдук» О), Франьо Фріц («Хвйдук» О), Бранко Андучич («Славія»).

## Півфінал
| 8 серпня 1926 |

| Збірна Белграда                                                        | 5:2 | Збірна Любляни                          |
| ---------------------------------------------------------------------- | --- | --------------------------------------- |
| Душан Петкович 5' 55' 66' Благоє Мар'янович 43' Милорад Драгичевич 56' |     | 15' Сречко Херман 62' Габріель Жупанчич |

| БСК, Белград Глядачів: 4 000 Арбітр: Артур Дубравчич (Загреб) |

Белград: Стеван Ніколич, Радослав Стакич, Янко Родін (БСК), Милорад Арсеньєвич, Бранко Петрович, Драгослав Михайлович («Єдинство»), Благоє Мар'янович, Драган Йованович, Милорад Драгичевич (БСК), Душан Петкович, Бранислав Секулич.
Любляна: Матей Міклавчич, Хуго Бельтрам, Йосип Плеш, Павел Земляк, Габріель Жупанчич, Ладислав Жупанчич, Сречко Херман, Ото Оман, Віктор Мартинак, Миодраг Доберлет, Станислав Креч.
| 9 серпня 1926 |

| Збірна Загреба                              | 4:3 | Збірна Суботиці                                    |
| ------------------------------------------- | --- | -------------------------------------------------- |
| Франьо Гілер 40' 66' Славин Циндрич 74' 86' |     | 28' Желько Слезак 46' Бела Каїч 81' Милош Белеслин |

| ХАШК, Загреб Глядачів: 6 000 Арбітр: Віктор Водічек (Любляна) |

Загреб: Максиміліан Михелчич, Степан Врбанчич, Бранко Кунст, Рудольф Хітрець, Даніель Премерл, Іван Мар'янович, Йосип Урбанке, Джуро Агич, Владимир Лейнерт, Славин Циндрич, Франьо Гілер.
Суботиця: Геза Шифліш (САНД), Андрія Куюнджич («Бачка»), Коломан Губич («Бачка»), Золтан Інотаї (САНД), Йован Буданович (ЖАК), Перо Шарчевич («Бачка»), Стеван Цете («Спорт»), Роглич (ЖАК), Милош Белеслин (САНД), Бела Каїч («Сомборський ШК»), Желько (Дезідер) Слезак («Бачка»).

## Фінал
| 15 серпня 1926 |

| Збірна Белграда        | 1:3 | Збірна Загреба             |
| ---------------------- | --- | -------------------------- |
| Милорад Драгичевич 85' |     | 17' 44' 67' Славин Циндрич |

| «Ілірія», Любляна Глядачів: 5 000 Арбітр: Божо Недоклан (Спліт) |

Белград: Стеван Ніколич, Милутин Івкович, Радослав Стакич, Милорад Арсеньєвич, Бранко Петрович, Любиша Джорджевич, Благоє Мар'янович, Драган Йованович, Душан Петкович, Милорад Драгичевич, Бранислав Секулич.
Загреб: Максиміліан Михелчич, Степан Врбанчич, Густав Ремець, Рудольф Хитрець, Даніель Премерл, Іван Мар'янович, Нікола Грденич, Йосип Урбанке, Владимир Лейнерт, Славин Циндрич, Франьо Гілер.

## Склад чемпіона
Збірна Загреба:
- воротарі: Максиміліан Михелчич* («Граджянскі») (3 гри);
- захисники: Степан Врбанчич** (3), Бранко Кунст* (2) (обидва — ХАШК), Еуген Дасович** («Граджянскі») (1);
- півзахисники: Даніель Премерл** («Вікторія») (3), Рудольф Хитрець** (3), Густав Ремець** (1) (обидва — «Граджянскі»), Іван Мар'янович* (ХАШК) (2);
- нападники: Франьо Гілер («Граджянскі») (3.4), Йосип Урбанке («Желєзнічар») (3.2), Владимир Лейнерт («Дербі») (3.1), Славин Циндрич (3.6), Нікола Грденич* (2), Джуро Агич (1) (усі — ХАШК).

- * Дворазові переможці кубка
- ** Триразові переможці кубка

## Найкращі бомбардири
|    | Гравець          | Команда         | Голів |
| -- | ---------------- | --------------- | ----- |
| 1° | Славин Циндрич   | Збірна Загреба  | 6     |
| 2° | Франьо Гілер     | Збірна Загреба  | 4     |
|    | Драган Йованович | Збірна Белграда | 4     |
| 4° | Душан Петкович   | Збірна Белграда | 3     |